# CAdES
CAdES (CMS Advanced Electronic Signatures) ist eine Erweiterung der Cryptographic Message Syntax (CMS) für eine erweiterte elektronische Signatur. CMS ist ein allgemeines Framework für elektronische Unterschriften digitaler Dokumente, wie beispielsweise S/MIME bei E-Mails oder für PDF-Dateien. CAdES legt spezifische Profile für die erweiterte elektronische Signatur nach der EU-Direktive 1999/93/EC fest. Ein Vorteil von CAdES ist, dass elektronisch unterschriebene Dokumente für eine lange Zeit valide bleiben, auch wenn die zugrunde liegenden Algorithmen gebrochen sind.
Das Format ist in ETSI TS 101 733 Electronic Signature and Infrastructure (ESI) – CMS Advanced Electronic Signature (CAdES) beschrieben. Die letzte Version des Dokuments ist V2.2.1 aus dem April 2013.

## Profile
CAdES definiert sechs Profile, die sich im angebotenen Schutzprofil unterscheiden. Jedes Profil erweitert die vorhergehenden:
- CAdES, grundlegende Form, die nur juristische Anforderungen an die erweiterte Signatur festlegt
- CAdES-T (timestamp), fügt vertrauenswürdige Zeitstempel zum Schutz vor Abstreitbarkeit ein
- CAdES-C (complete), fügt Referenzen zu verifizierenden Daten (Zertifikate und Widerrufslisten) hinzu, um Offline-Verifikation sowie Verifikation in der Zukunft zu erlauben
- CAdES-X (extended), fügt Zeitstempel zu den Referenzen, die in CAdES-C eingeführt wurden, hinzu. Dies soll vor einer Kompromittierung der Zertifikatskette in der Zukunft schützen.
- CAdES-X-L (extended long-term), fügt aktuelle Zertifikate und Widerrufslisten zu dem signierten Dokument hinzu, um die Verifikation in der Zukunft zu erlauben, auch wenn das Original nicht verfügbar ist
- CAdES-A (archival), fügt die Möglichkeit eines periodischen Zeitstempels für ein archiviertes Dokument hinzu, um vor einer Kompromittierung durch schwache Signaturalgorithmen zu schützen.